# Aeroszol

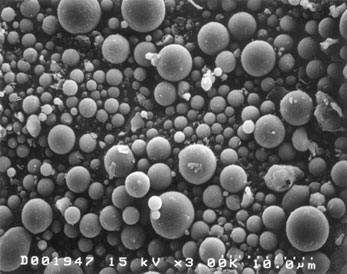
Pásztázó elektronmikroszkóppal készített fotomikrográf: szállópernye részecskék 2,000-szeres nagyításban. A legtöbb részecske ebben az aeroszolban gömbölyű.

Az aeroszol olyan keverék, amely egy légnemű közegből és a benne szétoszlatott, apró, szilárd részecskékből vagy folyadékcseppekből áll. Az aeroszolok lehetnek természetesek vagy antropogének. Természetes aeroszolokra példa a köd, a felhő, vagy a levegőben szálló finom, apró szemcséjű por. Antropogén aeroszolokra példa a füst, vagy a nagyvárosok felett szabad szemmel is látható szmog. A hétköznapi szóhasználatban az aeroszol jelenthet egyszerűen szprét is, amely flakonból vagy egyéb hasonló tartályból adagolja a benne foglalt terméket.

## Etimológia
A szó a görög aérosz (αέρας, levegő) és a latin solvo (old, felold) összetételéből származik.

## Definíció[3]
Az IUPAC meghatározása szerint az aeroszol olyan szol, amelyben a diszpergált (eloszlatott) fázis vagy szilárd, vagy folyékony, vagy a kettő keveréke, a diszperziós közeg pedig gáz-halmazállapotú. A gázban eloszlatott részecskék mérete 1 nanométer és 1 mikrométer között mozog, ennek értelmében az aeroszol csak kolloid rendszer lehet. Régebbi definíciók ettől eltérő részecskeméretet is meghatároztak, így az aeroszolok akár túl is léphették a kolloid mérettartományt.

## Gyakorlati hasznosítása
Az aeroszolokat használják légzőszervi megbetegedések kezelésére, illatszernek, rovarirtó szernek, növényvédő szernek, illetve az égéstechnológia alkalmazása során.
Az aeroszol-tudomány az aeroszolok előállításával, eltávolításával, technológiai alkalmazásával, illetve az emberekre és a környezetre gyakorolt hatásával foglalkozik.

## Élettani hatásai
A cseppfertőzések során is szerepe van az aeroszoloknak. Tüsszentés, köhögés és egyszerű kilégzés során vírusok vagy baktériumok tapadhatnak az apró folyadékcseppekhez, amelyek a levegőben szállva más élőlényeket is megfertőzhetnek. Az ilyen aeroszolt bioaeroszolnak is hívják.

## Fordítás
Ez a szócikk részben vagy egészben  az   Aerosol című angol Wikipédia-szócikk ezen változatának fordításán alapul.  Az eredeti cikk szerkesztőit annak laptörténete sorolja fel. Ez a jelzés csupán a megfogalmazás eredetét és a szerzői jogokat jelzi, nem szolgál a cikkben szereplő információk forrásmegjelöléseként.